# Felix Mandl
Felix Mandl (Beč, 16. prosinca 1898. - ??), bivši vlasnik cementare u Podsusedu.
Rođen je u Beču kao četvrto dijete imućne židovske obitelji. U njemačkom gradu Göttingenu studirao je poljoprivredu i filozofiju. Njegot djed je 1867. osnovao cementaru, koja je imala i podružnicu u Podsusedu. Kasnije je taj obrt pretvoren u dioničko društvo sa sjedištem u Zürichu. Tamo se trebao i preseliti, ali je dolaskom Hitlera na vlast, promijenio odluku, pa se tijekom Drugog svjetskog rata seli u Zagreb, gdje je postao žrtva političkih režima. Kad su ustaše došle na vlast u Hrvatskoj, počeli su mu prijetiti i ubojstvom. Završio je i u zatvoru i to zbog slušanja radijskog programa BBC-a, koji je u to vrijeme bio zabranjen. Od 1931. bio je oženjen s Anny Bing, koju je smatravši da nije više sigurno u Zagrebu, poslao u Budimpeštu, no vratila se nakon mjesec dana iako je opasnost još postojala. Kasnije je ponovo bio uhićivan od strane Gestapa, no nikad na duže vrijeme nije bio zadržavan. Nakon završetka rata, sudile su mu i komunističke vlasti i to zbog navodne suradnje s fašističkim vlastima, što nije bila istina. Osuđen je na deset godina prisilnog rada. Prebačen je u Lepoglavu, iz koje je pušten nakon nepune dvije godine zahvaljujući papiriću na kojem je pisala zahvala jednog partizana kojem je pomogao. Dok je bio u zatvoru redovito ga je posjećivala supruga, s kojom je napustio Jugoslaviju 5. listopada 1950. godine. U nacionalizaciji ostao je bez svih tvornica, osim one u Zagrebu, koja je kasnije preimenovana u 'Slobodu', a ubrzo potom i uništena.
Kasnije se sa suprugom preselio u Keniju, gdje su preuzeli neku tvornicu. Jednom prigodom je tamo upoznao i Tita i Jovanku Broz, koji su bili zateknuti njegovim poznavanjem hrvatskog jezika, na što im je on odgovorio da je to zbog zatvorskih dana u Lepoglavi. 
Napisao je i knjigu "Usprkos svemu ostaju sjećanja" u kojoj je opisao svoj život.